# Red River of the North
De Red River is een rivier in Noord-Amerika. De rivier ontstaat bij de samenstroming van de Bois de Sioux River en de Otter Tail River in de Verenigde Staten. De rivier stroomt richting het noorden door de Red River Valley en vormt de grens tussen de staten Minnesota en North Dakota, voor zij doorstroomt in Manitoba, Canada, waar zij uitmondt in het Winnipegmeer.
De Red River stroomt door verschillende belangrijke bewoonde gebieden, waaronder Fargo-Moorhead en Greater Grand Forks in de Verenigde Staten en Winnipeg in Canada. De Red River is ongeveer 885 km lang, waarvan 636 kilometer door de Verenigde Staten en 249 kilometer door Canada. De rivier kent een verloop van 70 meter vanaf de basis naar de monding in het Winnipegmeer, waar ze uitspreidt in een moerasdelta, die bekendstaat als Netley Marsh. 
In de Verenigde Staten staat de river ook wel bekend als de Red River of the North (Rode Rivier van het Noorden), om deze te onderscheiden van de andere Red River, die een zijrivier van de Mississippi is en de grens vormt tussen Texas en Oklahoma.

## Overstromingen

### Oorzaak
Het stroomgebied van de Red River is voor een groot deel een semi-aride gebied met veel graslanden in het midwesten van de VS. Semi-aride gebieden worden gekenmerkt door de lage hoeveelheid neerslag en weinig begroeiing. Er valt namelijk relatief weinig neerslag vanwege de ligging achter de Rocky Mountains en de lange afstand tot de Atlantische Oceaan. Het weertype wordt gekenmerkt door lange droogteperiodes afgewisseld met intensieve buien. Voor de Red River heeft dit grote gevolgen. De droge grond neemt namelijk na zo’n bui niet veel water op, waardoor veel water direct in de rivier terecht komt en het waterpeil snel stijgt. Vanwege de noordelijke ligging van de rivier is smeltwater een grote bron. Verder zorgt de noordwaartse stroming van de rivier ervoor dat er regelmatig ijsversperringen stroomafwaarts liggen, waardoor overstromingen optreden. Hierdoor kan in de maanden maart, april en mei het waterpeil heel snel stijgen.
De rivier is van nature al erg kwetsbaar voor overstromingen, maar de toenemende activiteit van de mens in het gebied heeft deze kwetsbaarheid alleen maar verder versterkt. Zo zijn in de midwest van de VS in de twintigste eeuw veel dammen en waterreservoirs aangelegd, waardoor het regiem en de stroomgebieden van rivieren sterk zijn veranderd. Verder heeft in de regio een sterke verandering van natuur naar landbouw plaatsgevonden. De oevers in North Dakota en Minnesota grenzen bijna overal meteen aan landbouwvelden of stedelijk gebied. Voor de Red River betekende dit dat het aantal piekafvoeren met 130% gestegen is en dat de periode van hoogwater steeds langer duurt. Verder is de hoeveelheid water die de rivier moet afvoeren ook gestegen, namelijk met 123% sinds de dammen zijn gebouwd. Als laatste zal door de klimaatverandering het regiem verder veranderen. Verwacht wordt dat er langere droogtes zullen optreden en dat de buien intensiever zullen worden.

### Oplossing VS
Na 1997 is men begonnen met het opstellen van plannen om het water in de Red River Basin te beheersen, maar pas na de overstroming van 2009 is er serieus begonnen met plannen maken en uitvoeren. Er zijn veel verschillende lagen van overheid en organisaties bezig met het beheer. Zo heb je de Red River Basin Commission, een internationale non-profitorganisatie voor het beheer van de Red River in de VS en Canada. In 2009 kregen ze van de staten North Dakota en Minnesota de opdracht een plan op te stellen om te reageren op en beperken van overstromingen van de rivier. Met input van experts en meer dan duizend inwoners hebben zij een plan opgesteld. In 2011 was er een tweede ronde om inwoners te laten reageren op de studie. De uitkomsten lieten zien dat nog bijna geen een dorp of stad genoeg beschermd is. FM specifiek werd aangespoord de Fargo-Moorhead Diversion voort te zetten.
In 2008 begon de United States Army Corps of Engineers een haalbaarheidsonderzoek voor Fargo-Moorhead, werden de twee staten North Dakota en Minnesota het eens dat ze het samen moeten oplossen en werden meer dan 60 bijeenkomsten gehouden om de meerdere opties te bespreken. In 2010 begon Fargo met een 0,5% omzetbelasting als bijdrage voor waterverdedigingswerken. In 2011 werd de Flood Diversion Authority opgericht, waar nu zeven partijen verzameld zijn. De steden Fargo en Moorhead, maar ook de counties en omliggende plaatsen, zijn er vertegenwoordigd. Deze commissie begon samen met de United States Army Corps of Engineers het plan uit te werken. Het plan houdt in dat een kanaal aangelegd wordt om Fargo-Moorhead heen die ten tijde van extreme wateraanvoer uit de Red River de schade aan de metropool kan beperken, door het water om te leiden zoals ook in Winnipeg (CA) al sinds 1968 gedaan wordt. In 2017 is een eerste onderdeel van deze omleiding gemaakt.

### Oplossing Canada
De belangrijkste maatregel die Manitoba heeft genomen is de zogenaamde Red River Floodway. Deze is gebouwd tussen 1962 en 1968. Deze Floodway is belangrijk, omdat het Winnipeg moet beschermen. Bovendien woont bijna de helft van Manitoba in Winnipeg. De Red River Floodway is in feite een omleiding van de rivier, om de stad heen. Als er dan hoogwater is, heeft de rivier meer ruimte om te stromen. Hierdoor zal het overstromingsgevaar afnemen.
De Floodway heeft laten zien dat hij werkt. Tijdens de overstroming van 1997 leek het erop dat de Floodway het niet zou houden. Uiteindelijk was dit wel het geval. Hierdoor heeft Winnipeg weinig last gehad van deze overstroming. Deze gebeurtenis heeft er wel voor gezorgd dat de Floodway verbeterd werd. In 1997 werd er al begonnen aan deze uitbreiding. Het uitbreiden van de rivier omleiding kostte 628 miljoen Canadese dollar.
- Gemeinsame Normdatei: 4518781-2
- National Archives and Records Administration: 10043591
- Virtual International Authority File: 247378281
- WorldCat: E39PBJxMgjwkGFxBxgGrbrq4v3